# Mauro Barea
Mauro Barea (Cancún, Quintana Roo, 1981) es un escritor, narrador y ensayista mexicano. A lo largo de su carrera, ha destacado tanto en la creación literaria como en la colaboración en proyectos culturales y académicos.

## Actividad profesional
Fue consultor en el documental Entre dos mundos (2012), una coproducción realizada con TV UNAM y con difusión en National Geographic. Su labor en el ámbito historiográfico incluye su participación como articulista en la revista Pioneros, una publicación dedicada a la historia de Quintana Roo, donde colaboró desde 2011 hasta 2021.
En 2017, Barea ganó el XX Premio de Narrativa Breve del Certamen Jóvenes Creadores en Ávila, España. Ese mismo año, fue incluido en Sureste, una antología de cuento contemporáneo de la península de Yucatán publicada por Ficticia. Posteriormente, en 2018, Gaceta del Pensamiento le dedicó una antología propia titulada El gato sobre el féretro.
Su segunda novela, Terra incognita (2019), aborda la vida de Gonzalo Guerrero, el mestizaje y la conquista de Yucatán.
En 2022, su novela Kolymá fue distinguida con una mención honorífica en el XIX Premio Internacional de Narrativa Ignacio Manuel Altamirano, organizado por la Universidad Autónoma del Estado de México.
Además de su labor como escritor, es un activo colaborador en diversas revistas literarias, como La Colmena, Bitácora de vuelos (México) y Carátula (Centroamérica). También es miembro del CAL Centro Andaluz de las Letras.
Desde 2023, Mauro Barea coordina el área de Novela en la comunidad de talleres literarios Archipiélago. Asimismo, coordina e imparte el taller de Letras y escritura creativa en el Centro La Paz II, un espacio dedicado a personas mayores en Cádiz, España. A partir de 2024 forma parte del Consejo editorial de la revista Tropo a la uña.

## Obras destacadas
- (2012). 2012 El colapso del tiempo. Niram Art editorial. ISBN 9788494698139.
- (2019). Terra incognita. Editorial Tandaia. ISBN 9788417986018 .
- (2022). Kolymá. Universidad Autónoma del Estado de México.[9] ISBN 9786076334805.

## Reconocimientos
- XX Premio de Narrativa Breve del Certamen Jóvenes Creadores 2017 (Ávila, España).
- Mención honorífica en el XIX Premio Internacional de Narrativa Ignacio Manuel Altamirano (2022).